# Vrstilni števnik
Vrstilni števnik je beseda, ki označuje zaporedno mesto v številski vrsti; prvi, drugi, petintrideseti, stoti, tristopetinsedemdeseti, milijonti, sedemmilijonovtristopetinsedemdesettisočdevetstošestnajsti. Vrstilne števnike (kakor tudi množilne, ločilne) in vse druge tvorjenke iz števnikov, pišemo skupaj (tudi tam, kjer glavne pišemo narazen).
Kadar vrstilni števnik pišemo s številkami, pišemo za njim (neskladenjsko) piko: na 13. strani, razred 3. a, 25. september,  ob 9. uri, Rudolf IV. Habsburški, 60. leta dvajsetega stoletja.